# Az agykapacitás 10 százalékának mítosza
Az agykapacitás 10 százalékának mítosza egy széleskörűen elterjedt hiedelem, ami szerint az emberek agyuk mindössze kb. 10 százalékát használják. Ezzel együtt az állítás azt is sugallja, hogy lehetséges kiaknázni ezt a felhasználatlan területet, és vele az emberi intelligenciát növelni.
Bár az intelligencia számos tényezője fejleszthető gyakorlással, alaptalan az a feltevés, hogy az emberi agy nagyobb részei kihasználatlanul maradnának. Bár léteznek megválaszolatlan kérdések az agyfunkciókkal kapcsolatban, de az agy minden egyes részének ismert feladata van.

## Eredete
A tíz százalék mítoszát sok embernek tulajdonítják tévesen, köztük Albert Einsteinnek.
Albert Einstein állítólag egyszer kijelentette, hogy az emberek agyuknak csak átlagosan 10 százalékát használják. A tréfás megjegyzést a sajtó tényként kezelte. Azonban Albert Einstein ezt úgy értette hogy agyunk lehetőségeinek 10%-át használjuk ki.
A másik lehetséges forrás William James és Boris Sidis amerikai pszichológusok kutatásaiból eredhet, akik az 1890-es években William Sidis fiatal zseni felgyorsított tanításával kutatták hogy elérhető-e ezáltal egy felnőttkori, megnövelt intelligenciahányados. William James 1908-ban ezt írta: „Lehetséges szellemi és fizikai erőforrásainknak csak kis részét használjuk fel.” 1936-ban Lowell Thomas amerikai író ezt már úgy hozta le (Dale Carnegie How to Win Friends and Influence People című könyvének előszavában), hogy saját szakállára hozzáadott egy százalékmegjelölést is: ,,William James professzor a Harvard egyetemről azt szokta mondani, hogy az átlagember csak a rejtett szellemi képességének tíz százalékát fejleszti ki."
Egy további eredettörténet szerint a hiedelem valószínűleg 19. század végi vagy 20. század eleji neurológiai kutatások félreértéséből (vagy félremagyarázásából) adódik. Például mivel számos agyterület (különösen az agykéreg) funkciói elég összetettek ahhoz, hogy egy kisebb károsodás hatása észrevétlen maradjon, ez oda vezetett hogy nem tudták pontosítani néha hogy ezeknek a területeknek mi a fő feladatuk.
A tíz százalék mítosza onnan is eredhet, hogy a neuronok az agysejteknek csak mintegy 10 százalékát teszik ki; a többi jórészt gliasejt, melyek – bár van szerepük a tanulás folyamatában – a neuronoktól eltérően működnek. Dr. James W. Kalat, a Biological Psychology szerzője rámutat, hogy az 1930-as évek agykutatói bár ismerték a nagyszámú „lokális neuron” létezését, de csak azt tudták hogy ezek kisméretű sejtek. A lokális neuronok feladatának félreértése is vezethetett a tíz százalék mítoszának kialakulásához.
Nincs közvetlen összefüggés az agy teljesítménye és aktivitási szintje között; ez a megfigyelés is megzavarhatta a tudósokat, hiszen némelyik nagy tehetségű személy agya kevesebb aktivitást mutatott, mint az átlagos személyeké. Richard J. Haier következtetése szerint talán az igazán tehetséges személyek agyában hatékonyabb összeköttetések épülnek ki.

## Cáfolata
Barry Gordon neurológus a „nevetnivalóan téves” szavakkal jellemezte az elképzelést, hozzátéve, hogy „az agyunknak gyakorlatilag valamennyi részét használjuk, és az agy túlnyomó része aktív az idő majdnem teljes részében”. Barry Beyerstein agykutató hétfajta bizonyítékot hoz fel, amelyek cáfolják a tíz százalék mítoszát:
- Az agykárosodás tanulmányozása: ha az agy 90%-a kihasználatlan, akkor az ezeket a területeket ért sérülésnek nem szabadna hatással lennie a teljesítményre. Ehelyett szinte nincs olyan területe az agynak, amelynek a károsodása ne okozna képességvesztést. (Ugyanakkor megmagyarázhatatlannak tűnik az, hogy ha egyes funkciók más agyterületekre tevődhetnek át bizonyos esetekben – és ez tény –, akkor az a másik agyterület hogy képes ellátni több funkciót egyszerre, ha már eleve 100%-os kihasználtsággal dolgozik?)
- Evolúció: az agy kiemelkedően költséges a test többi részéhez képest, ami az oxigén- és tápanyagfogyasztást illeti. A szükséglete a test energiájának akár 20%-a is lehet, több, mint bármelyik más szervé, annak ellenére, hogy súlyban csak a test 2%-át teszi ki.[11][12] Ha a 90% valóban szükségtelen volna, nem lenne semmilyen előnye a túlélésben és a természetes kiválasztódás a kisebb, hatékonyabb aggyal rendelkező embereket részesítené előnyben, míg a kevésbé gazdaságos agyakat kirekesztené. Ugyanígy az is valószínűtlen, hogy egy ennyi felesleges anyaggal rendelkező agy egyáltalán kialakult volna. Más vélemény szerint az emberi agy éppen a felesleges kapacitások létrejöttének evolúciós kényszere miatt jött létre. A kihasználatlan kapacitás nem jelent „feleslegességet”. Az evolúció során az agy növekedésének első fázisai a paleolitikumban történtek, amikor az agy mérete már jelentősen megnőtt, de az eszközkultúrában semmilyen változás nem tapasztalható. Ez arra mutat, hogy az agy evolúciója nem az értelmi képességekkel áll kapcsolatban.
- Agyképalkotási technikák: Az olyan technológiák mint a PET (pozitronemissziós tomográf) vagy az fMRI (funkcionális mágneses rezonancia-vizsgálat) lehetővé teszik az eleven agy működés közbeni megfigyelését. Kimutatják, hogy még álmunkban is az agy valamennyi területe mutat valamilyen szintű tevékenységet. Csak komoly sérülés esetén válhat az agy valamely része „csendes területté”.
- Lokalizált működés: Az agy nem egyetlen tömegként működik, hanem különböző területeit használja fel különböző feladatok elvégzésére. Több évtizedes kutatások történtek ezeknek a területeknek a feltérképezésére, és egyik sem talált funkció nélküli területeket.
- Mikrostrukturális analízis: az egysejt-elvezetés vizsgálatnál a kutatók egy apró elektródát rögzítenek az agyba hogy megfigyeljék egyetlen agysejt működését. Ha a sejtek 90%-a kihasználatlan maradna, akkor ez a fajta vizsgálat kiderítette volna.

Egy másik evolúciós érvelés a gyermekszülés kockázatát veszi figyelembe, ami az embernek (a relatíve nagyobb) agytérfogatából és következésképpen koponyaméretéből adódik. Valószínűleg erős ,,evolúciós ellenállás" keletkezne egy ekkora méretű agy kialakulása ellen, ha csupán 10% lenne kihasználva. Az evolúcióelméleti cáfolatnak azonban csak akkor van értelme, ha az agyra mint a gondolkodás szervére gondolunk. Az agytérfogat növekedése viszont vélhetően preadaptációs folyamatra vezethető vissza, így a funkcióváltás nem indokolja a teljes kihasználtságot. A tanulás folytonos lehetősége (az agy nem telik meg, mint egy merevlemez) szintén a nem 100%-os kihasználtság felé mutat.
Agyunknak minden részére szükség van, de az agykutatás jelenlegi állása szerint, valamint a pontatlanul megfogalmazott kérdések miatt a válaszok sem képesek megnyugtató megoldást kínálni témánkban.

## Továbbélése
A tíz százalék mítoszát azokon kívül, akik azt tényként kezelik, szándékos félrevezetésként is terjesztették. Gyakran felhasználják a kognitív tréning (agytorna) működőképességének alátámasztására. A tíz százalék mítosza hirdetésekben is gyakran megjelenik.
A New Age-mozgalom szószólói is terjesztik ezt a tévhitet, azt állítva, hogy az agy „használaton kívüli” 90 százaléka paranormális képességeket hordoz, gyakorlással pszichokinézisre és extraszenzoriális percepcióra is felhasználható. Azon túl, hogy az emberek az egész agyukat felhasználják, a pszionikus képességek létezésére sincsen tudományos bizonyíték.

## Fordítás
Ez a szócikk részben vagy egészben a 10% of brain myth című angol Wikipédia-szócikk ezen változatának fordításán alapul.  Az eredeti cikk szerkesztőit annak laptörténete sorolja fel. Ez a jelzés csupán a megfogalmazás eredetét és a szerzői jogokat jelzi, nem szolgál a cikkben szereplő információk forrásmegjelöléseként.